# Бара (Требишов)
Бара (слч. Bara) насељено је мјесто са административним статусом сеоске општине (слч. obec) у округу Требишов, у Кошичком крају, Словачка Република.

## Становништво
| Година:    | 1994. | 2004.   | 2014.    | 2024.    |
| ---------- | ----- | ------- | -------- | -------- |
| Број људи: | 348   | 349     | 301      | 267      |
| Разлика:   |       | +0,28 % | -13,75 % | -11,29 % |

| Година:    | 2023. | 2024.   |
| ---------- | ----- | ------- |
| Број људи: | 271   | 267     |
| Разлика:   |       | -1,47 % |

Према подацима о броју становника из 2011. године насеље је имало 321 становника.